# Ursus arctos sitkensis
L'orso delle isole ABC o orso bruno di Sitka (Ursus arctos sitkensis Merriam, 1896) è una sottospecie o popolazione di orso bruno che risiede nel sud-est dell'Alaska e si trova sull'isola di Admiralty, sull'isola di Baranof, sull'isola di Chichagof, e in una parte dell'Arcipelago di Alexander. Ha una struttura genetica unica che lo mette in relazione non solo con gli orsi bruni, ma anche con gli orsi polari.
Il suo habitat esiste all'interno della foresta nazionale di Tongass, che fa parte della zona perumidi della foresta pluviale.

## Descrizione
Gli orsi delle isole ABC hanno l'aspetto dei tipici orsi bruni della penisola dell'Alaska, che comprende una pelliccia color marrone e una gobba sulla schiena, con una grande taglia. Sebbene l'orso sia comunemente marrone, può variare dal biondo al nero. Insieme alla schiena gobba, gli orsi hanno anche un profilo leggermente bombato sul viso. Gli orsi hanno lunghi artigli anteriori. I maschi adulti in media pesano 195–390 kg, con le femmine adulte che pesano in media 95–205 kg. L'altezza degli adulti varia in media da 90 a 110 cm alla spalla.

## Habitat
Poiché questi orsi risiedono all'interno della foresta nazionale di Tongass, gli orsi dipendono dalle specie che si trovano all'interno dell'ecosistema del Tongass. Due delle specie arboree comuni in questo ecosistema includono l'abete Sitka e la cicuta occidentale.

## Ecologia

### Dieta
Gli orsi delle isole ABC dipendono da una dieta composta da varie flora e fauna endemiche della regione. Per la flora questo include erbe, bulbi, frutti di bosco, come lamponi e mirtilli, funghi. Per la fauna questo include animali come arvicole, topi, scoiattoli e salmoni.

### Comportamento
Gli orsi dell'isola ABC sono generalmente creature solitarie, tranne che nelle aree con abbondanti fonti di cibo. Le aree con abbondanza di alimenti base della loro dieta possono causare attrazione da parte di più orsi. Gli orsi delle Isole ABC raggiungono la maturità sessuale in media all'età di quattro-sette anni, con l'accoppiamento che avverrà tra maggio e luglio. Il letargo invernale per questi orsi si verifica da ottobre fino ad aprile, con giugno al più tardi. Le femmine gravide daranno alla luce i cuccioli nella tana a gennaio o febbraio, con una cucciolata media di due o tre cuccioli. I cuccioli rimangono con la madre per un massimo di tre anni, durante i quali non rimarrà incinta.

## Genetica

### 1996
È stato condotto uno studio sulla filogeografia degli orsi bruni in Alaska, in particolare sulle sottospecie che esistono all'interno dell'Alaska. Lo studio ha mostrato che non vi era alcun flusso recente di geni dall'Ammiragliato a nessun'altra isola o terraferma. La ricerca per lo studio iniziò nel 1982, quando gli orsi sull'Ammiragliato furono dotati di collari e cingolati. Questi orsi non hanno lasciato l'isola durante il tempo. Si credeva fosse correlato alle forti correnti esistenti nelle acque intorno all'isola che impedivano agli orsi di nuotare verso le masse di terra vicine.

### 2011
È stato condotto uno studio sull'ibridazione dell'orso polare matrilineare in relazione al lignaggio irlandese. Lo studio ha utilizzato la popolazione delle Isole ABC per supportare la loro ipotesi. I confronti hanno dimostrato che le isole ABC avevano orsi polari presenti durante l'ultimo massimo glaciale, ma molto probabilmente l'Irlanda non aveva un habitat adeguato. I dati isotopici delle ossa mostrano che gli orsi irlandesi avevano una dieta terrestre simile a quella degli orsi bruni del tardo Pleistocene dell'Alaska e non simile alla dieta marina degli orsi polari. Così è dimostrato che gli orsi irlandesi hanno una discendenza comune con gli orsi polari e gli orsi delle isole ABC.

### 2012-2013
Uno studio internazionale condotto dalla Penn State University e dall'Università di Buffalo ha stimato che gli orsi polari si sono separati dagli orsi bruni tra 4 milioni e 5 milioni di anni fa. Ciò sarebbe stato dovuto ai cambiamenti climatici, che includevano le ere glaciali. Gli ibridi sono stati documentati anche nel Mare di Beaufort settentrionale del Canada artico. Questa è un'area in cui la gamma degli orsi polari si sovrappone alla gamma degli orsi bruni.
Si stima che gli orsi polari e gli orsi bruni abbiano ricominciato a incrociarsi circa 160.000 anni fa. Lo studio mostra che le stime precedenti degli orsi polari esistenti solo 600.000 anni fa erano sbagliate e che in realtà esistono da molto più tempo, da quattro a cinque milioni di anni fa. Questa analisi di ricerca in particolare ha scoperto più somiglianze genetiche tra gli orsi polari e gli orsi bruni delle isole ABC. Ciò indica che lo studio degli orsi delle isole ABC è importante anche per comprendere l'evoluzione dell'orso polare.